# Digitaria nuda
Digitaria nuda är en gräsart som beskrevs av Heinrich Christian Friedrich Schumacher. Digitaria nuda ingår i släktet fingerhirser, och familjen gräs. Inga underarter finns listade i Catalogue of Life.